# Qaisar Qysylorda
Der FK Qaisar Qysylorda (kasachisch: Қайсар Қызылорда Футбол Клубы / Qaisar Qysylorda Futbol Kluby, russisch: Футбольный клуб Кайсар Кызылорда / Futbolny klub Kaissar Kysylorda) ist ein kasachischer Fußballverein aus der Stadt Qysylorda.

## Geschichte

### Namenshistorie
- 1968 – Wolna Ksyl-Orda (Волна Кзыл-Орда)
- 1969–1973 – Awtomobilist Ksyl-Orda (Автомобилист Кзыл-Орда)
- 1974–1978 – Orbita Ksyl-Orda (Орбита Кзыл-Орда)
- 1979–1989 – Meliorator Ksyl-Orda (Мелиоратор Кзыл-Орда)
- 1990–1995 – Qaisar Qysylorda (Кайсар Қызылорда)
- 1996–1997 – Qaisar-Munai Qysylorda (Кайсар-Мунай Қызылорда)
- 1997–2000 – Qaisar-Hurricane Qysylorda (Кайсар-Hurricane Қызылорда)
- seit 2001 – Qaisar Qysylorda (Кайсар Қызылорда)

### Sowjetische Meisterschaft
Der Verein wurde im Jahr 1968 als Wolna gegründet. In der sowjetischen Meisterschaft spielte der Club stets in den untersten Ligen. An den Austragungen des Sowjetischen Fußballpokals nahm der Verein nur ein einziges Mal teil. In der Austragung 1988/89 wurde die Mannschaft im Sechzehntelfinale vom ukrainischen Team Metalist Charkiw geschlagen.

### Kasachische Meisterschaft
Seit der Unabhängigkeit Kasachstans 1991 spielte der Verein in der höchsten Spielklasse des Landes. 1993 belegte die Mannschaft den enttäuschenden 21. Platz und stieg ab. Zwei Jahre verbrachte der Club in der zweiten Liga, bevor der Wiederaufstieg mit dem Gewinn der 2. Liga erreicht wurde. 1998 wurde das bisher erfolgreichste Saison gespielt, als der 4. Platz in der Meisterschaft errungen und das Finale des kasachischen Pokals knapp mit 1:2 gegen Irtysch Pawlodar verloren wurde. Nach der Saison 2004 stieg Kaisar wieder in untere Liga ab. Im darauffolgenden Jahr gewann die Mannschaft erneut die Meisterschaft der 2. Liga. Von 2006 bis 2009 war der Verein erstklassig. Nach der Spielzeit 2009 stieg das Team erneut ab und schaffte in der darauffolgenden Spielzeit den sofortigen Wiederaufstieg. Vor der Spielzeit 2013 musste der Verein wegen finanziellen Schwierigkeiten auf die Teilnahme an der Premjer-Liga verzichten. Es erfolgte erneut der sofortige Wiederaufstieg.

## Teilnahmen an AFC-Wettbewerben
Zum ersten Mal trat der Verein aus Qysylorda bei dem Pokal der Pokalsieger in der Saison 1998/99 in Erscheinung. In der westasiatischen Gruppe musste sich der Club mit dem Nisa Aşgabat aus Turkmenistan in der ersten Runde messen und schied nach einer 0:1-Auswärtsniederlage und einem 1:1-Heimunentschieden aus dem weiteren Wettbewerb aus.
In der folgenden Austragung 1999/2000 wurde in der ersten Runde der tadschikische Vertreter Khuja Karim Gazimalik bezwungen. In der zweiten Runde war die Mannschaft dem Navbahor Namangan aus Usbekistan nach einem 2:2-Heimunentschieden und anschließender 0:1-Auswärtsniederlage unterlegen.

## Stadion
Der Verein trägt seine Heimspiele im 7.000 Zuschauer fassenden Gany Muratbajew-Stadion aus, das im Jahre 1968 erbaut wurde.

## Erfolge
- Kasachischer Pokal: 1999, 2019
- Kasachischer Pokalfinalist: 1998
- Kasachischer Supercupfinalist: 2020
- Meister Ersten Liga: 1995, 2005, 2013, 2016

## Bekannte ehemalige Spieler
| Kasachstan - Renat Abdulin (2012) - Maqsat Baischanow (2002–2004, 2006–2008) - Farchadbek Irismetow (2015) - Kairat Nurdauletow (2015) - Sergei Skorych (2015) - Daurenbek Taschimbetow (2003–2009) | GUS und ehemalige Sowjetunion - Rimo Hunt (2014–2015) - Sergei Mošnikov (2014) - Anton Semljanuchin (2014) - Sergei Strukow (2014–2015) - Arslan Satubaldin (2011) - Denys Ljaschko (2008) - Dsmitry Parchatscheu (2012) - Ihar Sjankowitsch (2018–2019) | Europa - Gradimir Crnogorac (2011–2012) - Plamen Dimow (2015) - Yoann Arquin (2018) - Abdel Lamanje (2017–2019) - Edin Junuzović (2015) - Dušan Savić (2014) - Stefan Nikolić (2017) - Karim Fachtali (2012) - Alvin Fortes (2020) - Joshua John (2019) - Nemanja Džodžo (2012) - Marjan Marković (2012) - Ivan Perić (2011) - Mitja Mörec (2013) - Borut Semler (2011) | Afrika - Saïdi Ntibazonkiza (2017) - Franck Dja Djedje (2017–2018) - Paul Were (2018) - Mamoutou Coulibaly (2014) - Philip Edeipo (2011–2012) - John Kamara (2017–2018) | Südamerika - Vagner (2012) |

## Bekannte ehemalige Trainer
- Algimantas Liubinskas (2011–2012)
- Dmitri Ogai (2014–2015)